# DAF YP-104

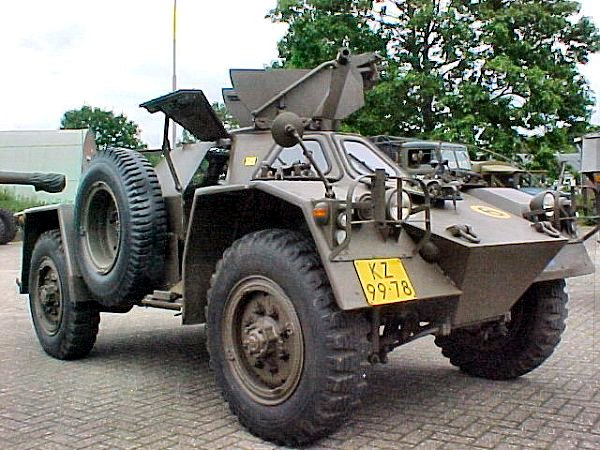
DAF YP-104

Der DAF YP-104 ist ein von DAF gebauter Panzerspähwagen-Prototyp mit Allradantrieb. Die niederländische Armee hat das Fahrzeug getestet, aber nicht bestellt. Produziert wurden nur zwei Exemplare.

## Modellgeschichte
Ende der 1950er-Jahre wurde DAF beauftragt, einen leichten Panzerspähwagen zu entwickeln. Dafür nutzte DAF viele Komponenten des DAF YA-126, eines 4×4-LKW. Der Prototyp DAF YP-104-1 wurde 1960 vorgestellt. Mit einer Länge von etwa vier Metern und einer maximalen Dreipersonenbesatzung gehörte er zu den kleinsten Modellen weltweit. Neben dem Kommandanten bzw. Schützen war noch Platz für die zwei Fahrer, die wie bei vielen Aufklärungsfahrzeugen die zwei Steuerungen des Fahrzeugs bedienen konnten. Mit der zweiten Steuerung im Heck konnte der zweite Fahrer das Fahrzeug in entgegengesetzter Richtung bedienen, wenn durch Feindberührung der reguläre Fahrer an der Front des Fahrzeuges ausgefallen war. Es gab zwei Fenster im Heck und drei an der Front des Fahrzeugs. Alle Fenster waren mit klappbaren Panzerblenden versehen. Mit einer einzigen Handbewegung konnte die ganze Steuerung von vorn nach hinten umgeschaltet werden. Die Lenkung wurde aber wie bisher durch die Vorderachse übernommen. Die Räder waren einzeln aufgehängt und schusssicher. Den Antrieb übernahm der Hercules JXLD 6-Zylinder Benzinmotor mit 131 PS bei 3200 Umdrehungen pro Minute. Die Höchstgeschwindigkeit in beide Richtungen betrug 100 km/h. Das Gewicht betrug 5,4 Tonnen und der YP-104-1 war trotz der geringen Größe gut gepanzert. Obwohl die Vorgabe vorsah, dass das Modell nur gegen Granaten geschützt sein musste, war es auch angeblich immun gegen schwere Maschinengewehre.
Der YP-104-1 wurde im britischen Stil gebaut, nach Vorbild des Daimler Scout Car und des Ferret Vos, die nach dem britischen Konzept der Exploration in einer großen Menge von billigen und leicht austauschbaren Fahrzeugen gebaut waren. Aber gerade in dieser Zeit setzte die niederländische Armee auf eine schlankere Organisation mit voll motorisierten Einheiten, wodurch die Aufklärungsabteilung gestärkt werden sollte. Der nur leicht gepanzerte und mit einem Maschinengewehr sehr leicht bewaffnete DAF YP-104-1 eignete sich hierfür nicht. DAF versuchte den Mangel schwererer Bewaffnung mit einem weiteren Prototyp YP-104-2 1962 auszumerzen, der diese Aufgabe mit nun möglichem 20-mm-Geschütz erfüllt hätte.
Aber der Auftrag für die Serienproduktion wurde schließlich durch den M-113 C & V und AMX 13 gedeckt.
Von den zwei Prototypen befindet sich einer im Camp Soesterberg in der Sammlung des Technischen Museums. Eine Legende besagt, der zweite sei auf dem Werksgelände von DAF in Eindhoven vergraben worden.